# آروید شنک
آروید شنک (انگلیسی: Arvid Schenk؛ زادهٔ ۲۸ ژوئیهٔ ۱۹۸۹) بازیکن فوتبال اهل آلمان است.
از باشگاه‌هایی که در آن بازی کرده‌است می‌توان به باشگاه فوتبال سن پائولی، باشگاه فوتبال داندی، باشگاه فوتبال هانزا روستوک، و باشگاه فوتبال وولفسبورگ اشاره کرد.